# Bucklandiella crispula
Bucklandiella crispula là một loài Rêu trong họ Grimmiaceae. Loài này được (Hook. f. & Wilson) Bednarek-Ochyra & Ochyra mô tả khoa học đầu tiên năm 2003.